# Chris Lewis
Chris Lewis (Auckland, 9 de març del 1957) és un extennista de Nova Zelanda.
Al seu palmarès hi ha tres títols individuals i vuit de dobles en el circuit ATP. Tanmateix, la seva fita més important fou la disputa de la final de Wimbledon l'any 1983 tot i no ser cap de sèrie. Va assolir el 19è lloc del rànquing individual i el 46è en dobles. Tot just fou el tercer (i darrer fins a 2020) tennista neozelandès en tota la història del tennis en disputar una final de Grand Slam individual. Va destacar en categoria júnior, on fou número 1 del rànquing l'any 1975 després de guanyar el torneig de Wimbledon i disputar la final del US Open en aquesta categoria.

## Biografia
Després de la seva retirada va entrar en el món de la política i fou candidat a les eleccions generals de Nova Zelanda l'any 1999 pel partit Libertarianz, però no va aconseguir representació parlamentària. Posteriorment es va establir a Irvine (Califòrnia), i va cofundar l'acadèmia de tennis Brymer Lewis Tennis Academy.
Els seus germans petits David i Mark també van ser tennistes professionals. La seva filla, Geneva Lewis és una destacada violinista.

## Torneigs de Grand Slam

### Individual: 1 (0−1)
| Resultat  | Núm. | Any  | Torneig   | Oponent      | Marcador      |
| --------- | ---- | ---- | --------- | ------------ | ------------- |
| Finalista | 1.   | 1983 | Wimbledon | John McEnroe | 2−6, 2−6, 2−6 |

## Palmarès

### Individual: 10 (3−7)
| Títols per superfície |
| --------------------- |
| Dura (1−2)            |
| Gespa (0−4)           |
| Terra batuda (2−1)    |

| Resultat  | Núm. | Data                   | Torneig                        | Superfície   | Oponent                   | Marcador                |
| --------- | ---- | ---------------------- | ------------------------------ | ------------ | ------------------------- | ----------------------- |
| Finalista | 1.   | 5 de desembre de 1977  | Adelaida, Austràlia            | Gespa        | Tim Wilkison              | 6−3, 4−6, 6−3, 2−6, 4−6 |
| Guanyador | 1.   | 24 de juliol de 1981   | Kitzbühel, Àustria             | Terra batuda | Vladimir Zednik           | 6−1, 6−4, 6−0           |
| Finalista | 2.   | 23 de març de 1981     | Stuttgart, Alemanya Occidental | Dura (i)     | Ivan Lendl                | 3−6, 0−6, 7−6, 3−6      |
| Guanyador | 2.   | 18 de maig de 1981     | Múnic, Alemanya Occidental     | Terra batuda | Christophe Roger-Vasselin | 4−6, 6−2, 2−6, 6−1, 6−1 |
| Finalista | 3.   | 17 d'agost de 1981     | Cincinnati, Estats Units       | Dura         | John McEnroe              | 3−6, 4−6                |
| Finalista | 4.   | 5 d'octubre de 1981    | Brisbane, Austràlia            | Gespa        | Mark Edmondson            | 6−7, 6−3, 4−6           |
| Finalista | 5.   | 14 de desembre de 1981 | Sydney, Austràlia              | Gespa        | Tim Wilkison              | 4−6, 6−7, 3−6           |
| Finalista | 6.   | 26 d'abril de 1982     | Hilton Head, Estats Units      | Terra batuda | Van Winitsky              | 4−6, 4−6                |
| Finalista | 7.   | 20 de juny de 1983     | Wimbledon, Regne Unit          | Gespa        | John McEnroe              | 2−6, 2−6, 2−6           |
| Guanyador | 3.   | 7 de gener de 1985     | Auckland, Nova Zelanda         | Dura         | Wally Masur               | 7−5, 6−0, 2−6, 6−4      |

### Dobles: 16 (8−8)
| Títols per superfície |
| --------------------- |
| Dura (2−0)            |
| Gespa (2−0)           |
| Terra batuda (4−7)    |
| Moqueta (0−1)         |

| Resultat  | Núm. | Data                   | Torneig                        | Superfície   | Parella         | Oponents                       | Marcador         |
| --------- | ---- | ---------------------- | ------------------------------ | ------------ | --------------- | ------------------------------ | ---------------- |
| Guanyador | 1.   | 10 de gener de 1977    | Auckland, Nova Zelanda         | Gespa        | Russell Simpson | Peter Langsford Jonathan Smith | 7−6, 6−4         |
| Finalista | 1.   | 28 de març de 1977     | Niça, França                   | Terra batuda | Chris Kachel    | Ion Țiriac Guillermo Vilas     | 4−6, 1−6         |
| Guanyador | 2.   | 18 d'abril de 1977     | Florència, Itàlia              | Terra batuda | Russell Simpson | Iván Molina Jairo Velasco      | 2−6, 7−6, 6−2    |
| Guanyador | 3.   | 24 de juliol de 1978   | Kitzbühel, Àustria             | Terra batuda | Mike Fishbach   | Pavel Hutka Pavel Složil       | 6−7, 6−4, 6−3    |
| Finalista | 2.   | 7 d'agost de 1978      | Indianapolis, Estats Units     | Terra batuda | Jeff Borowiak   | Gene Mayer Hank Pfister        | 3−6, 1−6         |
| Guanyador | 4.   | 27 de novembre de 1978 | Buenos Aires, Argentina        | Terra batuda | Van Winitsky    | José Luis Clerc Belus Prajoux  | 6−4, 3−6, 6−0    |
| Finalista | 3.   | 28 d'abril de 1980     | São Paulo, Brasil              | Moqueta (i)  | David Carter    | Anand Amritraj Fritz Buehning  | 6−7, 2−6         |
| Finalista | 4.   | 19 de maig de 1980     | Múnic, Alemanya Occidental     | Terra batuda | David Carter    | Heinz Günthardt Bob Hewitt     | 6−7, 1−6         |
| Finalista | 5.   | 14 de juliol de 1980   | Stuttgart, Alemanya Occidental | Terra batuda | John Yuill      | Colin Dowdeswell Frew McMillan | 3−6, 4−6         |
| Finalista | 6.   | 21 de juliol de 1980   | Kitzbühel                      | Terra batuda | Carlos Kirmayr  | Klaus Eberhard Ulrich Marten   | 4−6, 6−3, 4−6    |
| Guanyador | 5.   | 5 de gener de 1981     | Brisbane, Austràlia            | Gespa        | Rod Frawley     | Mark Edmondson Mike Estep      | 7−5, 4−6, 7−6(4) |
| Finalista | 7.   | 6 d'abril de 1981      | Niça (2)                       | Terra batuda | Pavel Složil    | Yannick Noah Pascal Portes     | 6−4, 3−6, 4−6    |
| Guanyador | 6.   | 10 de gener de 1983    | Auckland (2)                   | Dura         | Russell Simpson | David Graham Laurie Warder     | 7−6, 6−3         |
| Guanyador | 7.   | 16 de maig de 1983     | Múnic                          | Terra batuda | Pavel Složil    | Anders Järryd Tomáš Šmíd       | 6−4, 6−2         |
| Finalista | 8.   | 23 d'abril de 1984     | Ais de Provença, França        | Terra batuda | Wally Masur     | Pat Cash Paul McNamees         | 6−4, 3−6, 4−6    |
| Guanyador | 8.   | 7 de gener de 1985     | Auckland (3)                   | Dura         | John Fitzgerald | Broderick Dyke Wally Masur     | 7−6, 6−2         |

## Trajectòria

### Individual
| Open d'Austràlia | 2R | 1R | 4R | A  | A  | 1R | 4R | 3R | 3R | 2R | 2R | 0 / 9 |
| Roland Garros | A  | 3R | 3R | 2R | 2R | 2R | 2R | 2R | 1R | 1R | 2R | 0 / 9 |
| Wimbledon | 2R | 1R | 1R | 1R | A  | 2R | 2R | 3R | F  | 2R | 2R | 0 / 9 |
| US Open | A  | A  | A  | 1R | 1R | A  | 2R | 3R | 2R | 1R | A  | 0 / 6 |
| Llegenda: G: Guanyador; F: Finalista; SF: Semifinalista; QF: Quarts de final; Q: Qualificació; A: Absent; RR: Round Robin; |    |    |    |    |    |    |    |    |    |    |    |       |

### Dobles
| Open d'Austràlia | 1R | 4R | 1R | A  | 4R | QF | 3R | 3R | A  | A  | 1R | 0 / 8 |
| Roland Garros | A  | 4R | 4R | 3R | A  | 2R | A  | QF | 3R | 2R | 1R | 0 / 7 |
| Wimbledon | A  | 1R | 1R | 1R | A  | A  | QF | 2R | 2R | 3R | 2R | 0 / 7 |
| US Open | A  | A  | A  | 1R | 1R | A  | 2R | 1R | A  | 1R | A  | 0 / 5 |
| Llegenda: G: Guanyador; F: Finalista; SF: Semifinalista; QF: Quarts de final; Q: Qualificació; A: Absent; RR: Round Robin; |    |    |    |    |    |    |    |    |    |    |    |       |

## Guardons
- New Zealand Sportsman of the Year (1983)